# 1950 في إيران
فيما يلي قوائم الأحداث التي وقعت خلال عام 1950 في إيران.

## سياسة

### تعيين في المنصب
- 9 فبراير – محمد مصدق عضو مجلس الشورى الإسلامي.

## مواليد

### يناير
- 1 يناير – عباس أميري ممثل إيراني.
- 1 يناير – قربان علي دري نجف آبادي سياسي إيراني.
- 1 يناير – نسرين زيجه كاتبة ألمانية.
- 1 يناير – هوما هودفار عالمة بعلوم الإنسان إيرانية.
- 12 يناير – علي رضا عزيزي لاعب كرة قدم إيراني.
- 13 يناير – غلام حسين مظلومي لاعب كرة قدم إيراني.
- 30 يناير – بهرام مودت لاعب كرة قدم إيراني.

### فبراير
- 18 فبراير – شهرام ناظري

### مارس
- 9 مارس – عطاء الله صالحي

### مايو
- 5 مايو – كوكوش

### سبتمبر
- 17 سبتمبر – حسن نايب آقا لاعب كرة قدم إيراني.

### ديسمبر
- 5 ديسمبر – عباس بابائي

## وفيات

### يناير
- 28 يناير – أحمد المدرس الزنجاني (مواليد 1861) فقيه شيعي وشاعر إيراني.

### يونيو
- 30 يونيو – حسين عرب باغي (مواليد 1875)